# James F. Purvis
James Franklin Purvis (c. 1808-23 de abril de 1880) fue un comerciante de esclavos, corredor de bolsa y banquero estadounidense que trabajó principalmente en Baltimore. Era sobrino de Isaac Franklin, de Franklin & Armfield, y comerció en Maryland, Luisiana y Misisipi durante la década de 1830 y principios de la de 1840. En 1842 se convirtió en un devoto metodista, abandonó la trata de esclavos y se dedicó al sector inmobiliario, la banca y la bolsa. Tras la quiebra de su banco en 1868, se retiró al condado de Carroll, Maryland, donde falleció de un infarto en 1880 a los 72 años.

## Trata de esclavos
Allen Purvis y Margaret Franklin se casaron el 27 de diciembre de 1806, y su hijo James F. Purvis nació alrededor de 1808 en Tennessee. La madre de Purvis, Margaret Franklin, era hermana mayor de Isaac Franklin, fundador de la empresa interestatal de comercio de esclavos Franklin & Armfield. Su padre, Allen Purvis, también era comerciante de esclavos, quien «a principios del siglo XIX vendía esclavos en Natchez él mismo y los enviaba a los hermanos Franklin para que los vendieran en su nombre».

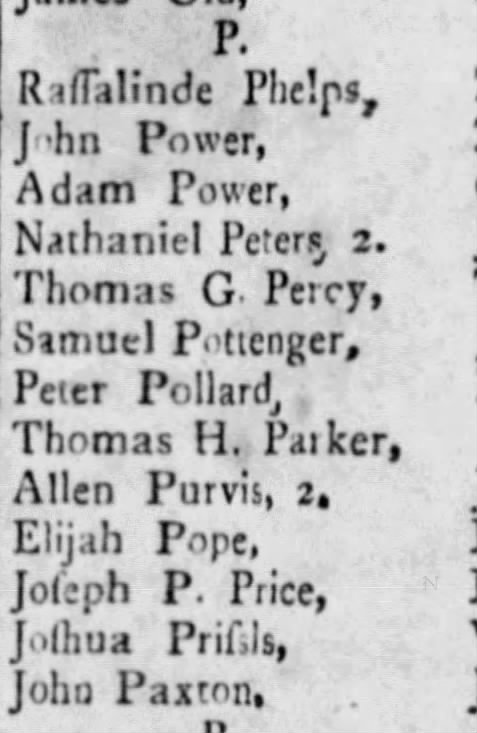
Había correo esperando a Allen Purvis (y al hermano mayor de Isaac Franklin, James Franklin) en Natchez en julio de 1809; hasta la década de 1820, el mercado de esclavos de Natchez fue más importante que el mercado de esclavos de Nueva Orleans.

Los historiadores del comercio interestatal de esclavos creen que James Purvis comenzó su vida laboral en Washington D. C. y luego se mudó a Baltimore a principios de la década de 1830, «primero operando desde Sinner's Tammany Hall en Water Street». Según Frederic Bancroft en Slave-Trading in the Old South, «Purvis & Company hizo un gran negocio a pesar de su extraña dirección: su sede estaba en Sinner's Hotel y vivían 'en Gallows Hill, cerca de la iglesia misionera — la casa es blanca'. Continuamente anunciaban — a veces, dos veces en la misma página en un diario de Baltimore y también en diarios semanales rurales; porque compraban esclavos de todo tipo en su ciudad y en todo el estado, entregando aquellos más adecuados para los mercados de Luisiana y Misisipi a una gran empresa en el Distrito de Columbia». El Sinner's Hotel estaba ubicado en la esquina suroeste de las calles Albemarle y Water. La casa en Gallows Hill cerca de la Iglesia Misionera estaba en las calles Eden y Aisquith.

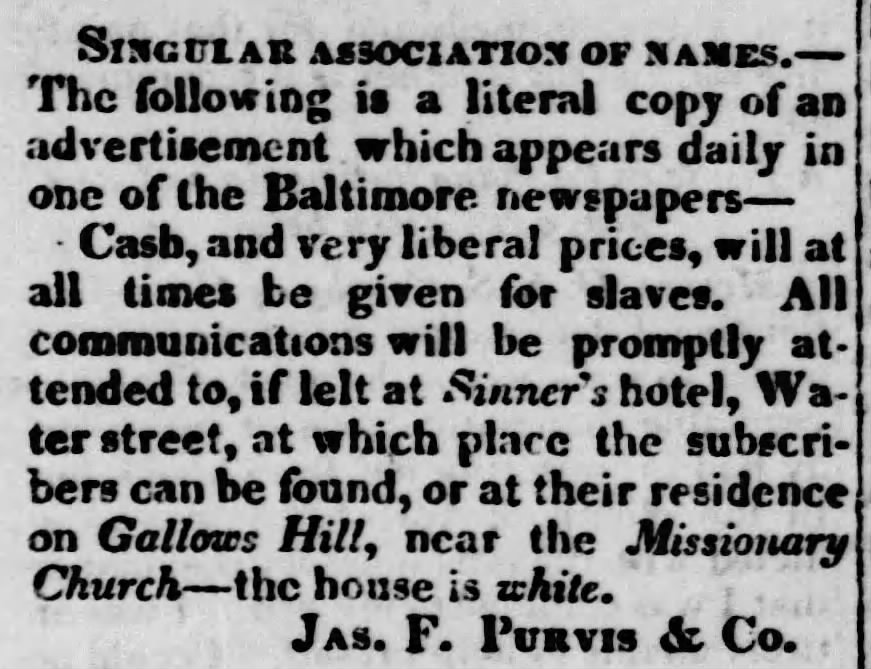
Singular Association of Names («Asociación Singular de Nombres») Richmond Weekly Palladium, 16 de noviembre de 1833.

Purvis abrió posteriormente su propia oficina en Calvert Street. La oficina de Calvert Street estaba cerca de Market, «una puerta más abajo que la oficina de Stage», y anteriormente había funcionado como taberna, primero por Hamphrys y luego por Hilberg. Purvis también parece tener un agente o socio llamado Harker, quien solía instalarse frente a la estación de ferrocarril B&O en el Hotel Eagle de William Whitman, en Pratt Street, al este de Light. Años después, la sombrerería del Sr. Bloomer se había mudado junto a la oficina de Calvert Street, y el hermano de Purvis era el hombre que se encontraba en el Hotel Eagle. Según una exhibición en línea producida por el Baltimore Sun llamada Seeing the Unseen: Baltimore's Slave Trade in Photos («Viendo lo invisible: el comercio de esclavos de Baltimore en fotos»), Purvis vivió y tuvo una cárcel de esclavos justo al norte de la ciudad: «1225 Harford Ave., ahora sin su tercer piso, marca el sitio de una casa y cárcel de esclavos de la década de 1830 desaparecida del comerciante James Franklin Purvis. Purvis una vez se jactó de que su corral, 'en una de las partes más altas y saludables de la ciudad, con libre circulación de aire y un patio para hacer ejercicio durante todo el día, debe ser necesariamente más saludable que en el centro de la ciudad, especialmente en climas cálidos'». Años más tarde, justo después de que terminara la guerra de Secesión, un hombre llamado James P. Thomas pudo haber sido dueño de esta propiedad; anunció que quería vender «esa VIVIENDA grande y espaciosa, con edificio trasero de ladrillo, excelente sótano, establo, gas y agua completos, ubicada en la avenida Harford, cerca de la calle Biddle; construida y ocupada durante años por James F. Purvis, Esq.».
Hacia 1833-1834, Franklin & Armfield contaba con cinco importantes agentes comerciales que recolectaban esclavos en el Alto Sur para enviarlos a compradores en la cuenca baja del Misisipi: R. C. Ballard y Jourdan M. Saunders en Virginia, y George Kephart, Thomas M. Jones y Purvis en Maryland. Los afiliados colaboraban según fuera necesario. En la primavera de 1835, otra filial de Franklin & Armfield, JM Saunders & Co., envió 14 esclavos a la oficina de Purvis en Natchez. Según la profesora Tomoko Yagyu, Thomas McCargo era un comerciante subsidiario de Purvis de Baltimore, quien, a su vez, era, por supuesto, subsidiario de Franklin & Armfield.
En un momento dado, Purvis envió un cargamento de personas a McCargo en Nueva Orleans en un paquete llamado Orleans. Purvis era el embarcador y McCargo el consignatario de 57 personas enviadas desde Richmond como parte de un cargamento total de 117 personas, que llegaron a Luisiana menos «un niño que murió en el viaje» en diciembre de 1838. A fines de la década de 1830, un anuncio en un periódico que mencionaba a Purvis llamó la atención del abolicionista William Jay, quien más tarde lo incluyó en su libro sobre las formas en que el gobierno federal de los EE. UU. protegía y promovía la esclavitud: «Para Nueva Orleans. — Un bergantín-paquebote con cobre y cierres de cobre, Isaac Franklin, zarpará el 1 de febrero hacia Baltimore. Aquellos que tengan sirvientes para enviar harán bien en presentar una solicitud temprana a James F. Purvis» o a George Kephart, quien ahora operaba desde el antiguo edificio Franklin & Armfield en Alexandria. Las bibliotecas de la Universidad de Virginia conservan una colección de cartas al comerciante de esclavos William Crow; según una guía de colección creada por la biblioteca, Thomas Jackson le escribió a Crow en otoño de 1839 que el mercado de Richmond estaba débil tanto en precio como en volumen de ventas, pero que «McCargo y Purvis habían vendido todos sus esclavos». Purvis envió cuatro lotes desde el Alto Sur a Nueva Orleans en 1840, con un total de 59 personas.

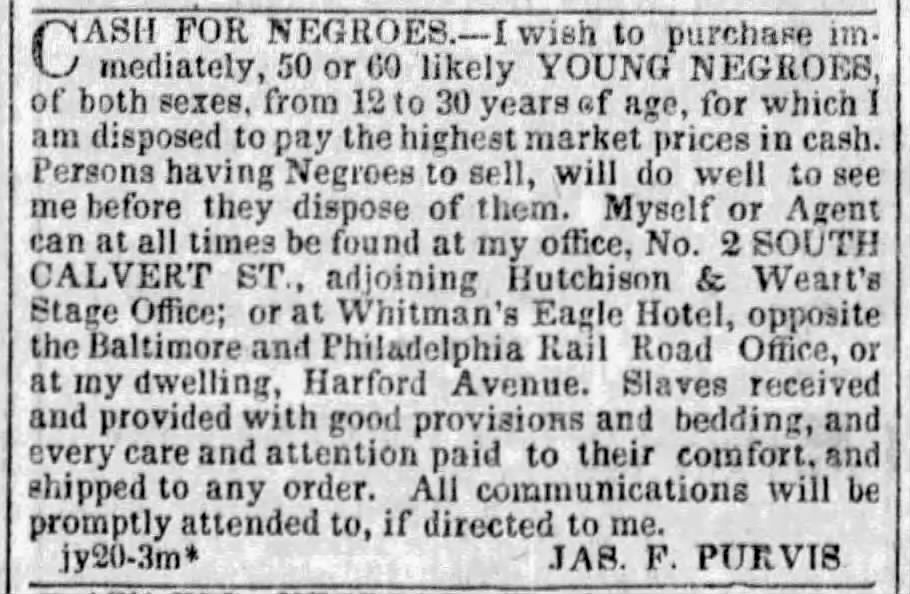
Cash for Negroes («Dinero por negros»), Baltimore Sun, 12 de octubre de 1839.

En noviembre de 1838, en Baltimore, Purvis fue parte en el complejo caso del State vs. Negro Henry Ash, que aparentemente involucraba conspiración para cometer fraude (por parte del «Negro Henry Ash» y George King, alias Anson B. Cook, contra Purvis, al hacer pasar a una persona de color libre por esclava de por vida) y secuestro por engaño (en el que el «Negro Henry Ash» fue víctima de George King, alias Anson B. Cook).
A finales del verano de 1840, un esclavo llamado John Murphy le estaba dando problemas a Purvis. En septiembre de 1840, Purvis publicó no uno, sino dos anuncios en el periódico haciendo referencia a Murphy. El primero ofrecía una modesta recompensa: STOP THIEF! 50 DOLLAR REWARD («¡DETENGAN AL LADRON! RECOMPENSA DE 50 DÓLARES»). El anuncio decía: «El domingo 30 de agosto, entraron en la casa del suscriptor y le robaron una cantidad considerable de ropa valiosa, compuesta por abrigos, pantalones, etc., y algunas prendas de mujer, además de un reloj de plata. No cabe duda de que el robo mencionado fue perpetrado por un hombre negro que se hace llamar John Murphy». Purvis también publicó un anuncio de esclavo fugitivo en el periódico ofreciendo US$500 (equivalente a $15 260 en 2023) por la captura de Murphy, «quien abandonó mis instalaciones el lunes 30 de agosto con el pretexto de ir al campamento en Liberty Road, a 6 o 7 millas de distancia. Al salir, vestía un abrigo negro de verano, pantalones ligeros y un sombrero de piel negro, casi nuevo. Tiene ropa variada y sin duda cambiará de atuendo. John tiene entre 21 y 22 años, es delgado, mide entre 1.70 y 1.80 m y no recuerda marcas, excepto una cicatriz en la nuca, causada por una quemadura de pequeño, de color cobre oscuro. Se fue sin provocación alguna y no dudo que se dirige a un Estado libre. Ofreceré la recompensa mencionada por su captura, dondequiera que lo lleven».
Los viajeros que deseaban encarcelar a sus esclavos por un tiempo limitado podían, en 1841, utilizar las instalaciones de Purvis por 25 centavos al día; él prometía «custodia» y «toda la atención prestada a su comodidad y limpieza».
En 1842, Purvis publicó un anuncio en el periódico que declaraba: «El suscriptor, tras abandonar por completo el comercio, ofrece a la venta su establecimiento en Harford Avenue. Quienes deseen comprar, por favor, soliciten con anticipación al abajo firmante, ya que desea cerrar su negocio en este país de inmediato». El anuncio apareció en un periódico de Richmond (Virginia), en lugar de uno de Maryland, sin duda porque, en 1842, Shockoe Bottom, en Richmond, albergaba el mercado de esclavos más grande e importante del Alto Sur.

## Constructor, corredor, banquero, ladrillos

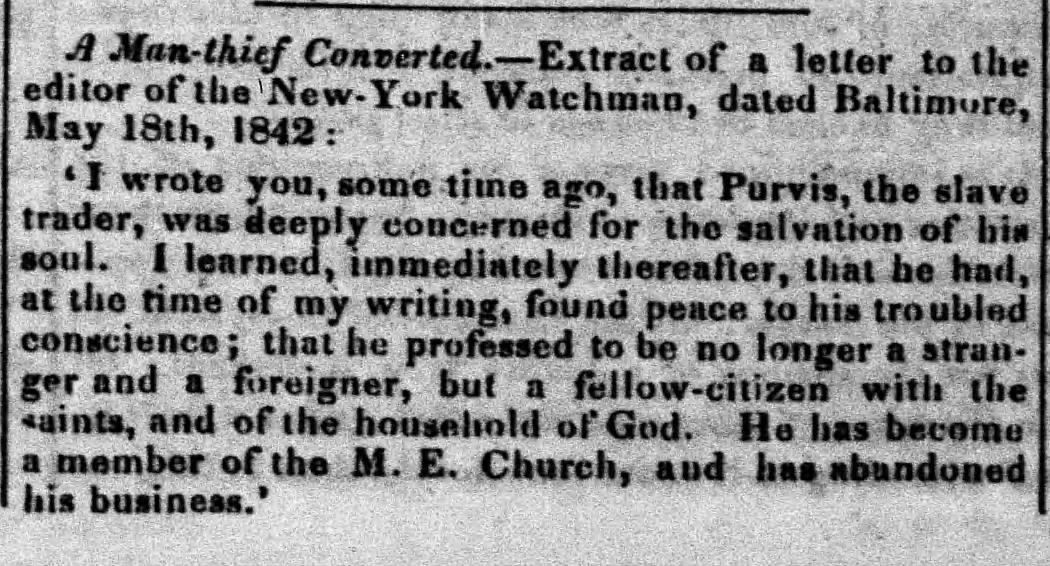
A Man-Thief Converted («Un ladrón convertido»), The Liberator, 17 de junio de 1842.

Bancroft observó en 1931 que Purvis era el único de los comerciantes «conspicuos» de Baltimore de la década de 1830 que seguía activo en la década de 1850, aunque no estaba claro si Purvis seguía operando: su empresa figuraba en los directorios de la ciudad de Baltimore como «corredores de bolsa» dedicados a la «operación de cambio y cobranza». La respuesta, según un artículo periodístico de 1855 escrito por Solon Beale, un abolicionista nacido en Maine que trabajaba como maestro de escuela en Baltimore, era que Purvis había dejado de operar en la década de 1840: «En 1842, James F. Purvis, de Tennessee, tenía una prisión para esclavos en la zona alta de la ciudad, llamada Hartford Avenue. Siempre fue demasiado bueno para dedicarse a ese negocio, y en un gran avivamiento religioso se unió a la Iglesia metodista, y desde entonces ha sido un cristiano fiel, comprometido con diversas obras de fe y obras de amor. Por supuesto, el negocio de esclavos se abandonó al instante». Puede ser incidental, entonces, que en noviembre de 1841, McCargo, socio de Purvis, fuera hecho prisionero durante el motín creole, que generalmente se considera la rebelión de esclavos más exitosa en la historia de Estados Unidos. Joshua D. Rothman también informó en The Ledger and the Chain: How Domestic Slave Traders Shaped America (2021), que en octubre de 1843, «la revista Christian Reflector escribió que se había 'convertido al cristianismo bajo la predicación metodista, se había convertido en una buena persona y había abandonado' la trata de esclavos... El camino de Purvis era tan inusual porque los traficantes de esclavos que mostraban culpa, vergüenza o remordimiento eran muy raros».
Según la historiadora jurídica Martha Jones, con el tiempo Purvis «ganó prestigio a medida que se esforzaba por transformarse de un comerciante de esclavos de mala reputación en un caballero emprendedor». Puso en alquiler una propiedad residencial en la avenida Harford, y también comenzó a trabajar como lo que hoy se podría llamar un promotor inmobiliario, construyendo tres nuevas casas de dos pisos en la avenida Harford. Purvis mantuvo su contacto con William Whitman, propietario del Hotel Eagle. En 1844, Whitman anunció que se dedicaría al negocio de la fabricación de ladrillos; los compradores interesados en adquirir ladrillos podían visitarlo en la calle Pratt o ir a ver a James Purvis en la avenida Harford. En 1846, Purvis compró la Iglesia Zion de una congregación metodista negra en una subasta en la Bolsa de Baltimore por 535 dólares y se la vendió de nuevo un año después con una ganancia. Purvis se convirtió en fideicomisario del Baltimore Female College. En la década de 1850 formó parte de la junta directiva del asilo de pobres de la ciudad.

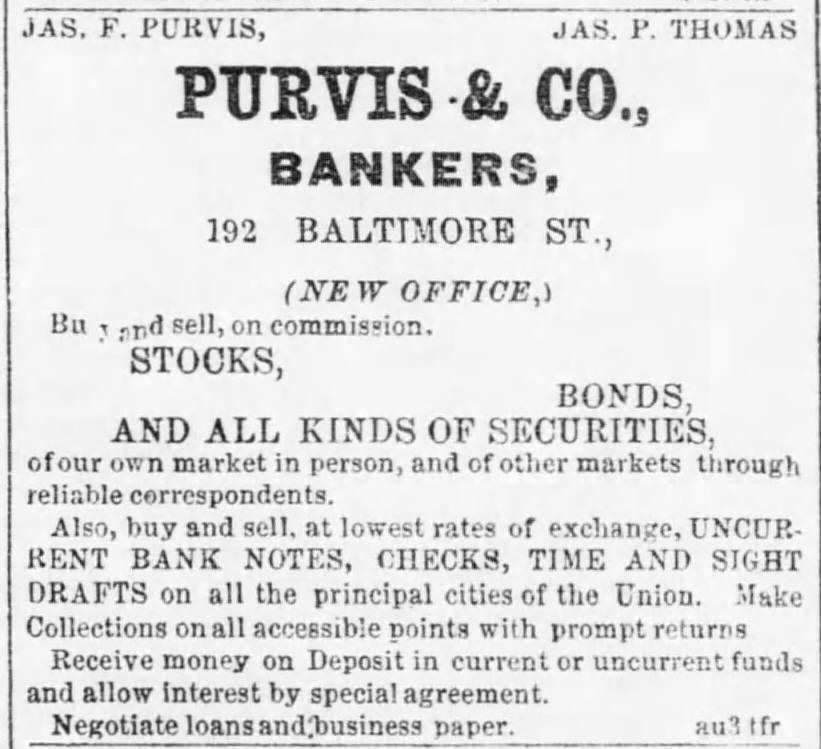
«Purvis & Co.» (The Daily Exchange, 5 de noviembre de 1860).

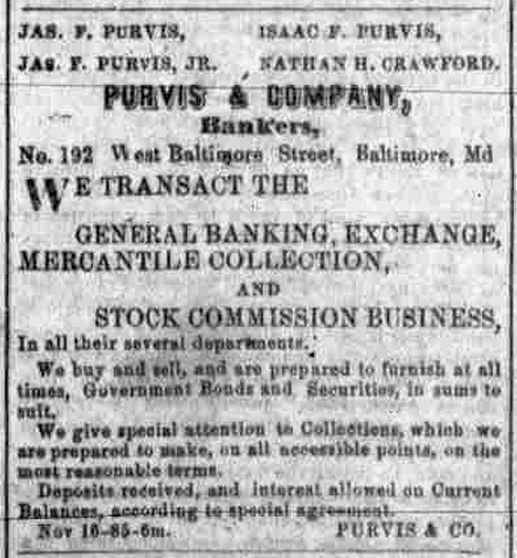
«Purvis & Co.» (Raleigh Daily Sentinel, 25 de noviembre de 1865, vía DigitalNC).

En el momento del censo de los Estados Unidos de 1850, su ocupación era corredor de bolsa y poseía US$40 000 en bienes raíces. En los registros de esclavos de 1850, figuraba como propietario legal de tres personas: una mujer de 26 años, un niño de ocho años y una bebé de cinco meses. Purvis era presidente del Banco Howard en 1856, cuando los agentes del banco publicaron un aviso anunciando una oferta de acciones de US$100 000. En 1856, un listado de bienes raíces describía una propiedad de Baltimore listada para la venta como ubicada cerca de «esa espléndida mansión» de James F. Purvis. En diciembre de 1856, fue uno de los caballeros que visitarían en Navidad «a los ciudadanos del Octavo Distrito para solicitar sus contribuciones a la asociación de la ciudad para el alivio de los pobres que sufren». En 1858 y 1859, participó en la Asociación para la Reforma de la Ciudad, que luchaba contra la corrupción municipal.
En el momento del censo de 1860, la ocupación de Purvis figuraba como banquero, poseía US$33 000 en bienes raíces y US$20 000 en bienes personales (que habrían incluido esclavos). Había dos sirvientas negras enumeradas con la familia, Ellen Gay, de 64 años, y Mary Joyce, de 38 años. Purvis fue elegido presidente del Howard Bank en 1863. James F. Purvis Jr. perdió una letra de cambio de su padre por un monto de US$5000 en 1864. Los asesores del IRS del Distrito de Recaudación de Maryland No. 2 calcularon que James F. Purvis de Point Lane poseía US$453.85 sobre US$9077 en ingresos para 1864. Purvis fue reelegido por unanimidad como presidente del Howard Bank en 1867, pero a partir de abril de 1867, Purvis renunció al cargo y fue reemplazado por su compañero miembro de la junta de larga data, Peter Kephart. En junio de 1867, se realizó una venta fiduciaria de 6,5 acres de terreno al final de la calle Caroline en Baltimore, propiedad de Purvis. La propiedad contaba con una vivienda amplia y espaciosa y varias dependencias, gozaba de buena sombra y estaba muy bien decorada. Las condiciones de venta serían un tercio al contado y los otros dos tercios se pagarían en tres plazos más intereses durante 18 meses. Según una noticia publicada en 1900, el banco Purvis & Co. de Baltimore, fundado aproximadamente en 1844, quebró en 1868.
En 1869, un tal James F. Purvis (no se sabe si padre o hijo) anunció que había alquilado la habitación 8, sobre la oficina de telégrafos, en la esquina suroeste de las calles Baltimore y South, con el fin de «comprar y vender a comisión acciones, bonos y valores gubernamentales, donde estaría encantado de ver a sus viejos amigos y clientes. Todos los pedidos fueron atendidos con prontitud».
En el momento del censo de los Estados Unidos de 1870, la familia vivía en el condado de Carroll (Maryland); la ocupación de Purvis figuraba como agricultor. Declaró al enumerador que poseía bienes inmuebles valorados en US$21 000 y bienes personales por valor de US$8000. El hogar incluía a una sirvienta doméstica mulata de 15 años llamada Jane Johnson y a un jornalero agrícola negro de 22 años llamado Henry Wright.
Purvis murió «repentinamente» a los 72 años en el distrito Freedom del condado de Carroll, Maryland, no lejos de Baltimore. Según un obituario del Baltimore Sun, «Alrededor de 1840 se dedicó al negocio bancario en Baltimore, y tras su suspensión en 1868, se mudó a una granja en el condado de Carroll, donde residió hasta su muerte. La vivienda urbana del Sr. Purvis, en el noreste de Baltimore, cuando era su propietario, estaba rodeada por una o dos plazas de hermosos terrenos. Esta propiedad pasó de sus manos en 1868 y ahora se encuentra en el centro de una densa población urbana, con calles y manzanas de casas en el sitio. El Sr. Purvis deja varios hijos». Una breve biografía reciente de Purvis señaló: «En ninguna parte de su obituario se menciona cómo ganó el dinero que utilizó para ingresar al negocio bancario». James F. Purvis fue enterrado en el cementerio Green Mount en Baltimore.

## Isaac F. Purvis
Isaac F. Purvis (c. 1813-24 de junio de 1843) era el hermano menor de James F. Purvis y un comerciante de esclavos estadounidense que trabajó en los alrededores de Annapolis, Maryland, durante varios años en la década de 1830. Purvis nació alrededor de 1813, probablemente en Tennessee. Además de trabajar con su hermano y su tío, Purvis se relacionó con George Kephart, del condado de Frederick, Maryland, y posteriormente de Alexandria, Virginia. En 1835 publicó varios anuncios en el periódico buscando comprar «cualquier cantidad de negros, incluyendo ambos sexos, de entre 10 y 35 años». Se le podía encontrar regularmente en la taberna del Sr. James Hunter en Annapolis. Para 1838, la taberna de James Hunter se había convertido en la «taberna de la Sra. Hunter» y «cualquier comunicación con John Lamb» era atendida con prontitud. Hacia 1841, se animaba a cualquiera que quisiera venderle personas a James F. Purvis a que buscara a su hermano en el Hotel Eagle, frente a la estación del ferrocarril B&O en Baltimore. Isaac F. Purvis falleció a los 30 años en 1843; el funeral se celebró en la casa de su hermano en Hanford Avenue.

## Vida personal
James F. Purvis y su esposa Maria Louisa (Parker) Purvis se casaron en Baltimore en 1833. Se convirtieron en padres de nueve hijos, cinco niños y cuatro niñas. James F. Purvis Jr. (1834-1904) e Isaac F. Purvis (1842- c. 1874
) recibieron el nombre de su padre y sus tíos, respectivamente, y más tarde se unieron a su padre en la banca.  La viuda de James F. Purvis Sr. lo sobrevivió por más de 15 años y murió en 1896. Un historiador de la Iglesia metodista investigó la historia familiar y escribió:
A pesar de su temprana participación en la trata de esclavos, la familia tenía buenos contactos sociales y económicos en Baltimore... además, eran muy metodistas. El Sr. Purvis era miembro del consejo del Baltimore Female College, que operaba bajo el patrocinio de la Conferencia Anual de Baltimore. Parece que la familia participó activamente en la fundación de la Iglesia Episcopal Metodista de la Avenida Harford de Baltimore en 1843, y James F. Purvis fue miembro del comité de construcción de 1850 para el nuevo edificio de esa congregación y se desempeñó como líder de clase.